# Diplandros singularis
Diplandros singularis är en plattmaskart. Diplandros singularis ingår i släktet Diplandros och familjen Leptoplanidae. Inga underarter finns listade i Catalogue of Life.